# Nohoplod

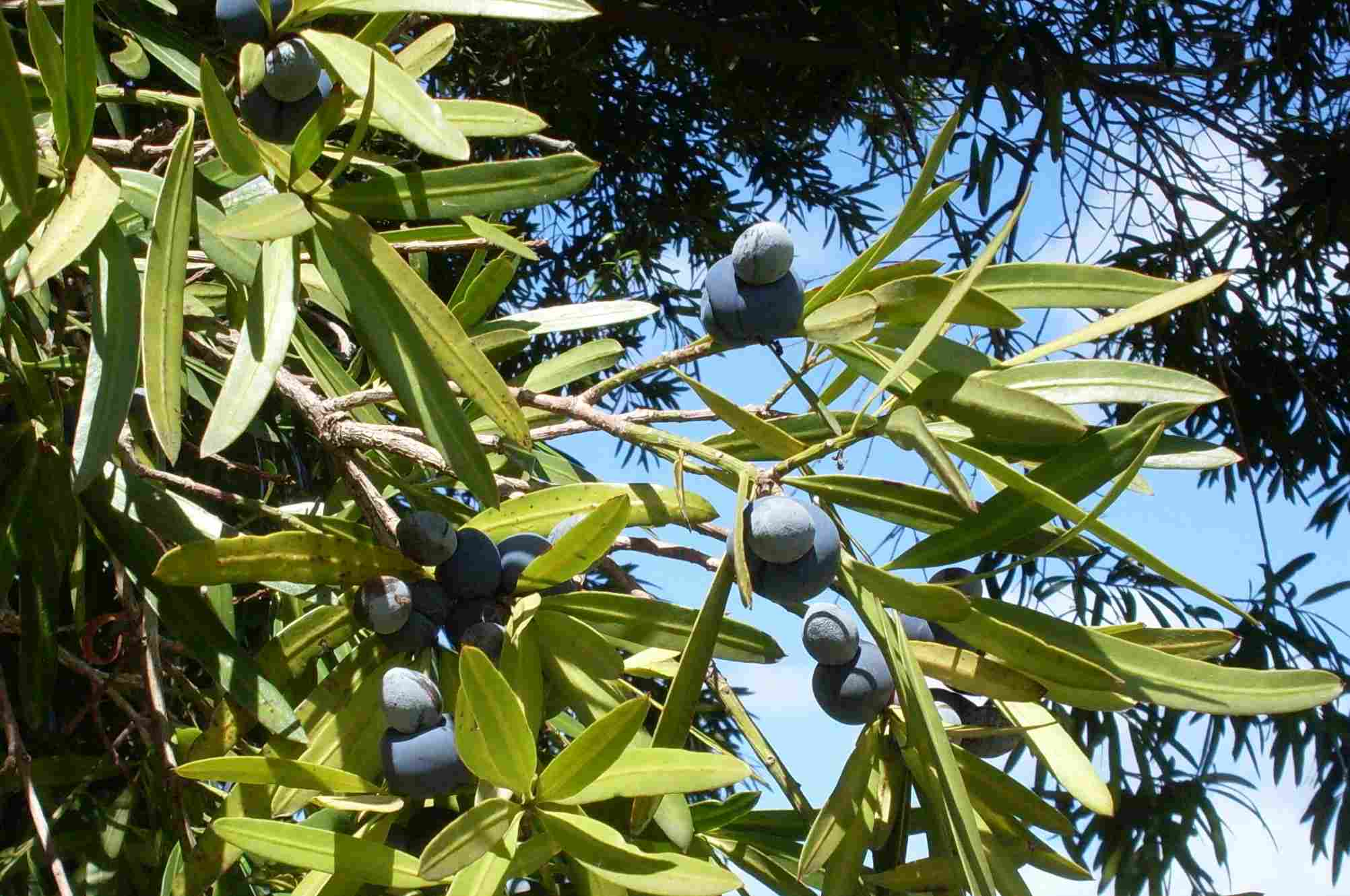
Samičí šištice Podocarpus elatus

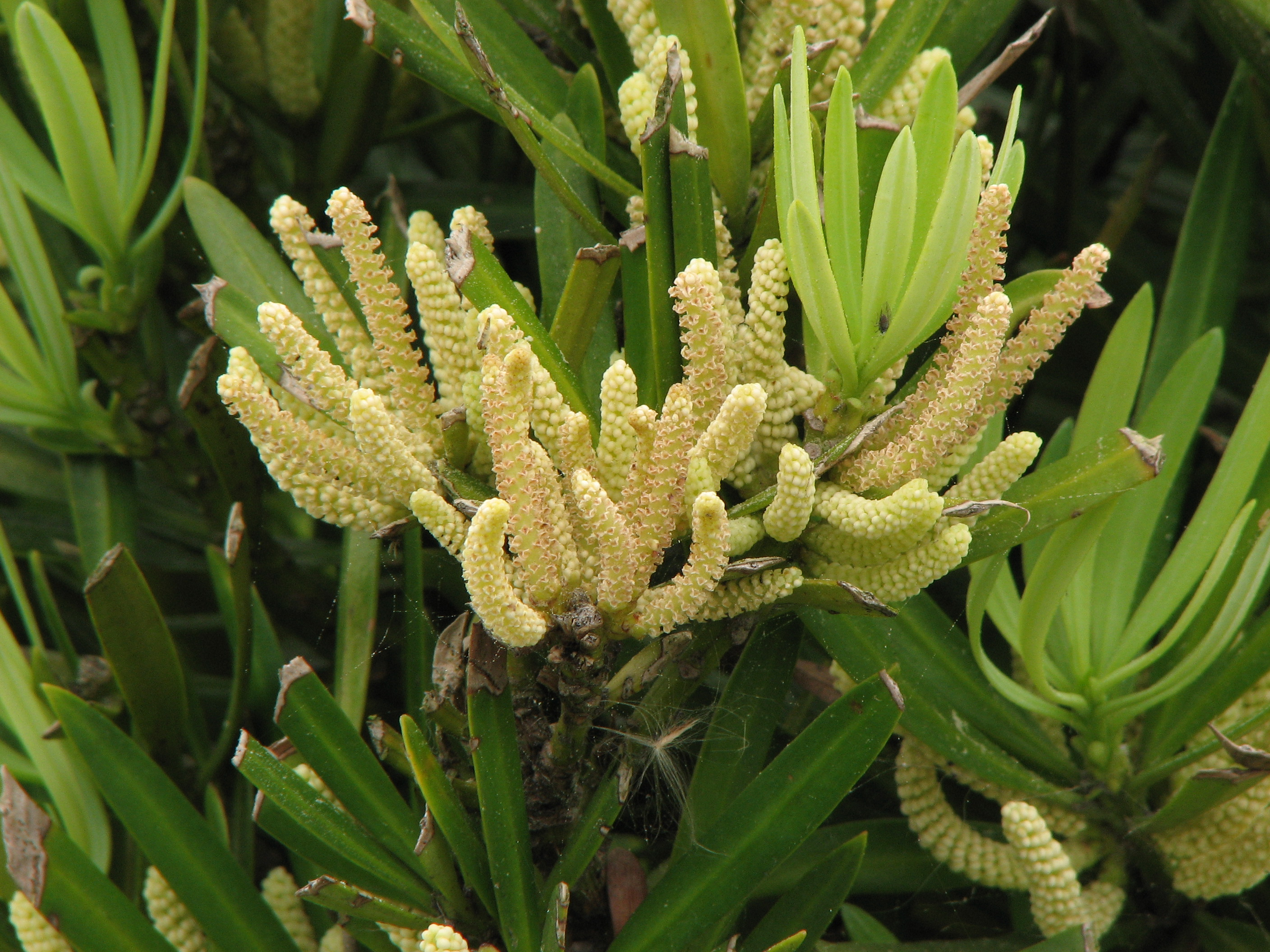
Samčí šištice Podocarpus macrophyllus

Nohoplod (Podocarpus) je rod stálezelených jehličnanů z čeledi nohoplodovitých. Jeho domovem, stejně jako celé čeledě, je převážně jižní polokoule.

## Rozšíření
Hlavním místem výskytu nohoplodu je australsko-asijská oblast, od Nového Zélandu, přes Austrálii, Novou Kaledonii a další tichomořské ostrovy, Indonésii, Malajsii, Indočínu, Filipíny, Čínu až po jih Japonska. V Africe se vyskytuje rozptýleně na jihu kontinentu a na Madagaskaru a dále řídce od Mexika ve Střední Americe po Chile v Jižní Americe. Nejčastěji vyrůstá na vlhkých tropických a subtropických hornatinách.

## Popis
Jsou to převážně stromy, občas i keře, různé velikosti. Tvoří lesní podrost, ale často též dosahuje svou korunou do svrchního stromového patra; bývá vysoký 1 až 25 m, výjimečně i 40 m. Listy jsou jehlicovité a mají někdy vzhled listů listnatých stromů, největší jsou dlouhé až 35 cm a široké téměř 9 cm, méně často jsou šupinovité. Mají obvykle výrazné středové žebro a jsou uspořádány spirálovitě nebo ve dvou řadách, bývají tuhé, kožovité.
Jsou to rostliny nahosemenné, a přestože mají v názvu „plod“, nemají plody ani květy. Převážně jsou dvoudomé, existují tedy jedinci pouze se samčími nebo se samičími orgány. Samčí šištice jsou jehnědovitého vzhledu, vyrůstají jednotlivě nebo ve svazcích. Samičí má redukované šupiny, které vytvářejí lůžko, později dřevnaté nebo ztlustlé a dužnaté. Vrcholové listeny šištic jsou fertilní, semena jsou eliptická až kulatá a jsou zralá již prvým rokem po anemogamním opylení.

## Použití
Dřevo nohoplodu bylo dříve v místě výskytu pro svůj líbivý vzhled vyhledáváno pro zařizování obytných domů, vyráběl se z něho nábytek, obklady stěn i podlahy; pro venkovní použití vhodné není. V současné době jsou jeho souvislé porosty vytěženy, čímž ztratil na významu, některé jeho druhy jsou dokonce blízko vymizení.

## Ohrožení
Přestože nohoplod jako rod je rozšířen v rozsáhlém regionu, některé jeho druhy jsou endemické na velmi malém teritoriu. Podle Červeného seznamu IUCN:
- za kriticky ohrožené druhy jsou považovány Podocarpus palawanensis a Podocarpus perrieri,
- za ohrožené druhy je považováno 13 druhů: Podocarpus angustifolius, P. capuronii, P. costalis, P. deflexus, P. globulus, P. hispaniolensis, P. humbertii, P laubenfelsii, P. longifoliolatus, P. nakaii, P. pendulifolius, P. purdieanus a P. rostratus.[4]

## Taxonomie
Rod nohoplod se dělí na dva podrody: Podocarpus a Foliolatus a ty dále na 18 sekcí. Celkem zahrnuje 95-105 druhů.